# Pandemia di COVID-19 nelle Comore
Il primo caso della pandemia di COVID-19 nelle Comore è stato confermato il 30 aprile 2020.

## Antefatti
Il 12 gennaio 2020, l'Organizzazione mondiale della sanità (OMS) ha confermato che un nuovo coronavirus era la causa di una nuova infezione polmonare che aveva colpito diversi abitanti della città di Wuhan, nella provincia cinese dell'Hubei, il cui caso era stato portato all'attenzione dell'OMS il 31 dicembre 2019.
Sebbene nel tempo il tasso di mortalità della COVID-19 si sia rivelato decisamente più basso di quello dell'epidemia di SARS che aveva imperversato nel 2003, la trasmissione del virus SARS-CoV-2, alla base della COVID-19, è risultata essere molto più ampia di quella del precedente virus del 2003, e ha portato a un numero totale di morti molto più elevato.
Il 5 maggio 2023, l'Organizzazione mondiale della sanità dichiara ufficialmente la fine della pandemia.

## Cronologia

### Aprile
Al fine di prevenire la diffusione del virus, il governo ha cancellato tutti i voli in arrivo, bandito i grandi raduni, tutti i viaggiatori in arrivo dovevano essere messi in quarantena per 14 giorni. 
Il 15 aprile, una persona che arrivava da Mayotte è risultata positiva al test per COVID-19.
Il 16 aprile, Dominique Voynet, direttore dell'Agenzia sanitaria regionale di Mayotte, annunciò che una persona morta l'8 aprile prima di essere evacuata a Mayotte sulla base di una radiografia della COVID-19 era Said Toihir, il Grand Mufti delle Comore. L'annuncio ha causato una spaccatura diplomatica tra Comore e Francia. Mohamed El-Amine Souef, ministro degli Esteri delle Comore, ha dichiarato: "Se un caso è confermato nelle Comore, non dovrebbe essere Dominique Voynet ad annunciarlo, noi siamo indipendenti dal 6 luglio 1975".
Il 17 aprile, l'Organizzazione mondiale della sanità ha fornito assistenza medica alle Comore.
Il 20 aprile, il rapper Cheikh Mc ha pubblicato un video dicendo che sua moglie era stata infettata da COVID-19. Il rapper è stato arrestato dalla gendarmeria alle 16:00 dopo che il video fu condiviso molte volte, Cheikh Mc è stato rilasciato intorno alle 21:00.
Il 22 aprile è stata consegnata una macchina per lo screening, affinché le Comore possano iniziare i test per COVID-19 dal 23 aprile in poi.
Il 30 aprile è stato confermato il primo caso, un uomo di 50 anni ricoverato all'ospedale El-Maarouf di Moroni dal 23 aprile. Il paziente era entrato in contatto con un cittadino franco-comoriano il 18 marzo. Il 2 maggio, Ibrahim Djabir, capo del dipartimento di emergenza dell'ospedale El-Maarouf, ha dichiarato che le sue condizioni stavano migliorando, ma era ancora sotto ossigeno, e che era in fase di studio un protocollo per i casi lievi che non richiedevano un ricovero.
Il presidente Azali Assoumani ha istituito un coprifuoco.

### Maggio
Il 2 maggio sono stati confermati altri due casi positivi. Tutti i casi si trovano sull'isola di Grande Comore.
C'è stata una videoconferenza tra il presidente Assoumani e il presidente Andry Rajoelina del Madagascar. Il Madagascar invierà assistenza medica alle Comore.
Il 4 maggio è stato annunciato il primo decesso.
Il 6 maggio, il presidente Azali Assoumani ha annunciato che il confinamento totale non era un'opzione per le isole. È stata ricevuta una donazione di 100.000 maschere per il viso e l'India invierà forniture mediche e dottori per sostenere l'assistenza sanitaria locale.
L'8 maggio, l'UNICEF ha donato 5 ventilatori al Ministero della Salute. Le Comore avevano 25 ventilatori sulle tre isole.
Il 13 maggio, le Nazioni Unite hanno donato 1.000 test rapidi al Ministero della Salute.
Il 16 maggio, è arrivato il primo volo di rimpatrio dalla Tanzania con a bordo 134 persone, mentre 70 persone sono tornate dal Kenya e il 17 maggio sono arrivati altri due voli dalla Tanzania.
Il 19 maggio, il virus era stato confermato anche a Anjouan (Ngazidja), ed è ora attivo su tutte le isole maggiori.

## Misure preventive
- Tutte le scuole sono state chiuse.[12]
- I viaggiatori in arrivo vengono messi in quarantena per 14 giorni.[13]
- I voli in arrivo sono stati vietati.[13]
- I grandi raduni sono stati vietati.[13]
- Il 25 aprile è stato istituito un coprifuoco dalle 20:00 alle 05:00.[14]

## Andamento dei contagi
| Data                            | Data       |  | Numero di casi | Numero di morti |
| ------------------------------- | ---------- |  | -------------- | --------------- |
| 30-04-2020                      | 30-04-2020 |  | 1(N.D.)        | 0(N.D.)         |
| 01-05-2020                      | 01-05-2020 |  | 1(=)           | 0(N.D.)         |
| 02-05-2020                      | 02-05-2020 |  | 3(+200%)       | 0(N.D.)         |
| 03-05-2020                      | 03-05-2020 |  | 3(=)           | 0(N.D.)         |
| 04-05-2020                      | 04-05-2020 |  | 4(+33%)        | 1(N.D.)         |
| 05-05-2020                      | 05-05-2020 |  | 4(=)           | 1(=)            |
| 06-05-2020                      | 06-05-2020 |  | 8(+100%)       | 1(=)            |
| ⋮                               | ⋮          |  | 8(=)           | 1(=)            |
| 09-05-2020                      | 09-05-2020 |  | 11(+38%)       | 1(=)            |
| ⋮                               | ⋮          |  | 11(=)          | 1(=)            |
| 14-05-2020                      | 14-05-2020 |  | 11(=)          | 1(=)            |
| ⋮                               | ⋮          |  | 11(=)          | 1(=)            |
| 19-05-2020                      | 19-05-2020 |  | 34(+209%)      | 1(=)            |
| ⋮                               | ⋮          |  | 34(=)          | 1(=)            |
| 22-05-2020                      | 22-05-2020 |  | 78(+129%)      | 1(=)            |
| 23-05-2020                      | 23-05-2020 |  | 78(=)          | 1(=)            |
| 24-05-2020                      | 24-05-2020 |  | 87(+12%)       | 1(=)            |
| ⋮                               | ⋮          |  | 87(=)          | 1(=)            |
| 27-05-2020                      | 27-05-2020 |  | 87(=)          | 2(+100%)        |
| ⋮                               | ⋮          |  | 87(=)          | 2(=)            |
| 30-05-2020                      | 30-05-2020 |  | 106(+22%)      | 2(=)            |
| ⋮                               | ⋮          |  | 106(=)         | 2(=)            |
| 02-06-2020                      | 02-06-2020 |  | 132(+25%)      | 2(=)            |
| 03-06-2020                      | 03-06-2020 |  | 132(=)         | 2(=)            |
| 04-06-2020                      | 04-06-2020 |  | 132(=)         | 2(=)            |
| 05-06-2020                      | 05-06-2020 |  | 132(=)         | 2(=)            |
| 06-06-2020                      | 06-06-2020 |  | 141(+6,8%)     | 2(=)            |
| ⋮                               | ⋮          |  | 141(=)         | 2(=)            |
| 10-06-2020                      | 10-06-2020 |  | 162(+15%)      | 2(=)            |
| 11-06-2020                      | 11-06-2020 |  | 162(=)         | 2(=)            |
| 12-06-2020                      | 12-06-2020 |  | 163(+0,62%)    | 2(=)            |
| 13-06-2020                      | 13-06-2020 |  | 176(+8%)       | 2(=)            |
| ⋮                               | ⋮          |  | 176(=)         | 2(=)            |
| 16-06-2020                      | 16-06-2020 |  | 197(+12%)      | 3(+50%)         |
| 17-06-2020                      | 17-06-2020 |  | 197(=)         | 3(=)            |
| 18-06-2020                      | 18-06-2020 |  | 210(+6,6%)     | 5(+67%)         |
| 19-06-2020                      | 19-06-2020 |  | 210(=)         | 5(=)            |
| 20-06-2020                      | 20-06-2020 |  | 247(+18%)      | 5(=)            |
| ⋮                               | ⋮          |  | 247(=)         | 5(=)            |
| 23-06-2020                      | 23-06-2020 |  | 265(+7,3%)     | 7(+40%)         |
| 24-06-2020                      | 24-06-2020 |  | 265(=)         | 7(=)            |
| 25-06-2020                      | 25-06-2020 |  | 272(+2,6%)     | 7(=)            |
| ⋮                               | ⋮          |  | 272(=)         | 7(=)            |
| 30-06-2020                      | 30-06-2020 |  | 303(+11%)      | 7(=)            |
| ⋮                               | ⋮          |  | 303(=)         | 7(=)            |
| 03-07-2020                      | 03-07-2020 |  | 309(+2%)       | 7(=)            |
| 04-07-2020                      | 04-07-2020 |  | 309(=)         | 7(=)            |
| 05-07-2020                      | 05-07-2020 |  | 311(+0,65%)    | 7(=)            |
| ⋮                               | ⋮          |  | 311(=)         | 7(=)            |
| 08-07-2020                      | 08-07-2020 |  | 313(+0,64%)    | 7(=)            |
| 09-07-2020                      | 09-07-2020 |  | 314(+0,32%)    | 7(=)            |
| 10-07-2020                      | 10-07-2020 |  | 314(=)         | 7(=)            |
| 11-07-2020                      | 11-07-2020 |  | 317(+0,96%)    | 7(=)            |
| ⋮                               | ⋮          |  | 317(=)         | 7(=)            |
| 15-07-2020                      | 15-07-2020 |  | 321(+1,3%)     | 7(=)            |
| 16-07-2020                      | 16-07-2020 |  | 328(+2,2%)     | 7(=)            |
| ⋮                               | ⋮          |  | 328(=)         | 7(=)            |
| 19-07-2020                      | 19-07-2020 |  | 334(+1,8%)     | 7(=)            |
| 20-07-2020                      | 20-07-2020 |  | 334(=)         | 7(=)            |
| 21-07-2020                      | 21-07-2020 |  | 337(+0,9%)     | 7(=)            |
| 22-07-2020                      | 22-07-2020 |  | 337(=)         | 7(=)            |
| 23-07-2020                      | 23-07-2020 |  | 337(=)         | 7(=)            |
| 24-07-2020                      | 24-07-2020 |  | 337(=)         | 7(=)            |
| 25-07-2020                      | 25-07-2020 |  | 340(+0,89%)    | 7(=)            |
| ⋮                               | ⋮          |  | 340(=)         | 7(=)            |
| 01-08-2020                      | 01-08-2020 |  | 386(+14%)      | 7(=)            |
| ⋮                               | ⋮          |  | 386(=)         | 7(=)            |
| 04-08-2020                      | 04-08-2020 |  | 388(+0,52%)    | 7(=)            |
| ⋮                               | ⋮          |  | 388(=)         | 7(=)            |
| 08-08-2020                      | 08-08-2020 |  | 399(+2,8%)     | 7(=)            |
| ⋮                               | ⋮          |  | 399(=)         | 7(=)            |
| 12-08-2020                      | 12-08-2020 |  | 399(=)         | 7(=)            |
| ⋮                               | ⋮          |  | 399(=)         | 7(=)            |
| 01-09-2020                      | 01-09-2020 |  | 423(+6%)       | 7(=)            |
| ⋮                               | ⋮          |  | 423(=)         | 7(=)            |
| 08-09-2020                      | 08-09-2020 |  | 456(+7,8%)     | 7(=)            |
| ⋮                               | ⋮          |  | 456(=)         | 7(=)            |
| 15-09-2020                      | 15-09-2020 |  | 457(+0,22%)    | 7(=)            |
| 16-09-2020                      | 16-09-2020 |  | 467(+2,2%)     | 7(=)            |
| ⋮                               | ⋮          |  | 467(=)         | 7(=)            |
| 23-09-2020                      | 23-09-2020 |  | 467(=)         | 7(=)            |
| 24-09-2020                      | 24-09-2020 |  | 467(=)         | 7(=)            |
| 25-09-2020                      | 25-09-2020 |  | 474(+1,5%)     | 7(=)            |
| Fonti: - Ministero della sanità |            |  |                |                 |